# Wojciech Szymańczyk
Wojciech Szymańczyk (ur. 19 lutego 1943 w Poznaniu, zm. 22 listopada 1996 tamże) – polski łucznik sportowy, olimpijczyk i paraolimpijczyk.

## Życiorys
Urodził się 19 lutego 1943 w Poznaniu jako dziecko Zenona oraz Eryki de domo Bakoś. Ukończył Technikum Mechaniczne w Poznaniu i uzyskał zawód mechanika precyzyjnego. Miał 171 centymetrów wzrostu. Był osobą niepełnosprawną, zmagał się z chorobą Heinego-Medina.
W latach 1964–1965 był łucznikiem klubu sportowego Start Poznań, a w latach 1966–1996 klubu Surma Poznań. 
Odznaczony tytułem Mistrz Sportu (1973), brązowym Medalem za Wybitne Osiągnięcia Sportowe (1973), a także tytułem najlepszego sportowca Wielkopolski (1973). Był osiemnastokrotnym rekordzistą i trzykrotnym zwycięzcą mistrzostw Polski w łucznictwie w wieloboju indywidualnie (1971, 1973, 1974), a także czterokrotnym mistrzem Polski w łucznictwie niepełnosprawnych (1965, 1967, 1970, 1974). Dwukrotnie na mistrzostwach świata w łucznictwie (1973 – w wieloboju indywidualnie; 1975 – w wieloboju drużynowym, razem z Janem Popowiczem i Michałem Szymczakiem) zajmował czwarte miejsce.
Na igrzyskach olimpijskich (1976) w czwórboju indywidualnym zajął dwudzieste drugie miejsce, a w trakcie strzelania uległ kontuzji, w wyniku której pęknięta nasadka spowodowała uszkodzenie tętnicy lewego przedramienia. Na igrzyskach paraolimpijskich (1980) zajął czwarte miejsce. 
Był żonaty z Ewą. Miał dwoje dzieci, córkę Irminę oraz syna Jarosława.
Zmarł 22 listopada 1996 w Poznaniu. Został pochowany 4 grudnia 1996 na cmentarzu Górczyńskim w Poznaniu. 